# Mammillaria hernandezii
Mammillaria hernandezii là một loài thực vật có hoa trong họ Cactaceae. Loài này được Glass & R.C. Foster mô tả khoa học đầu tiên năm 1983.